# アメリカイソシギ

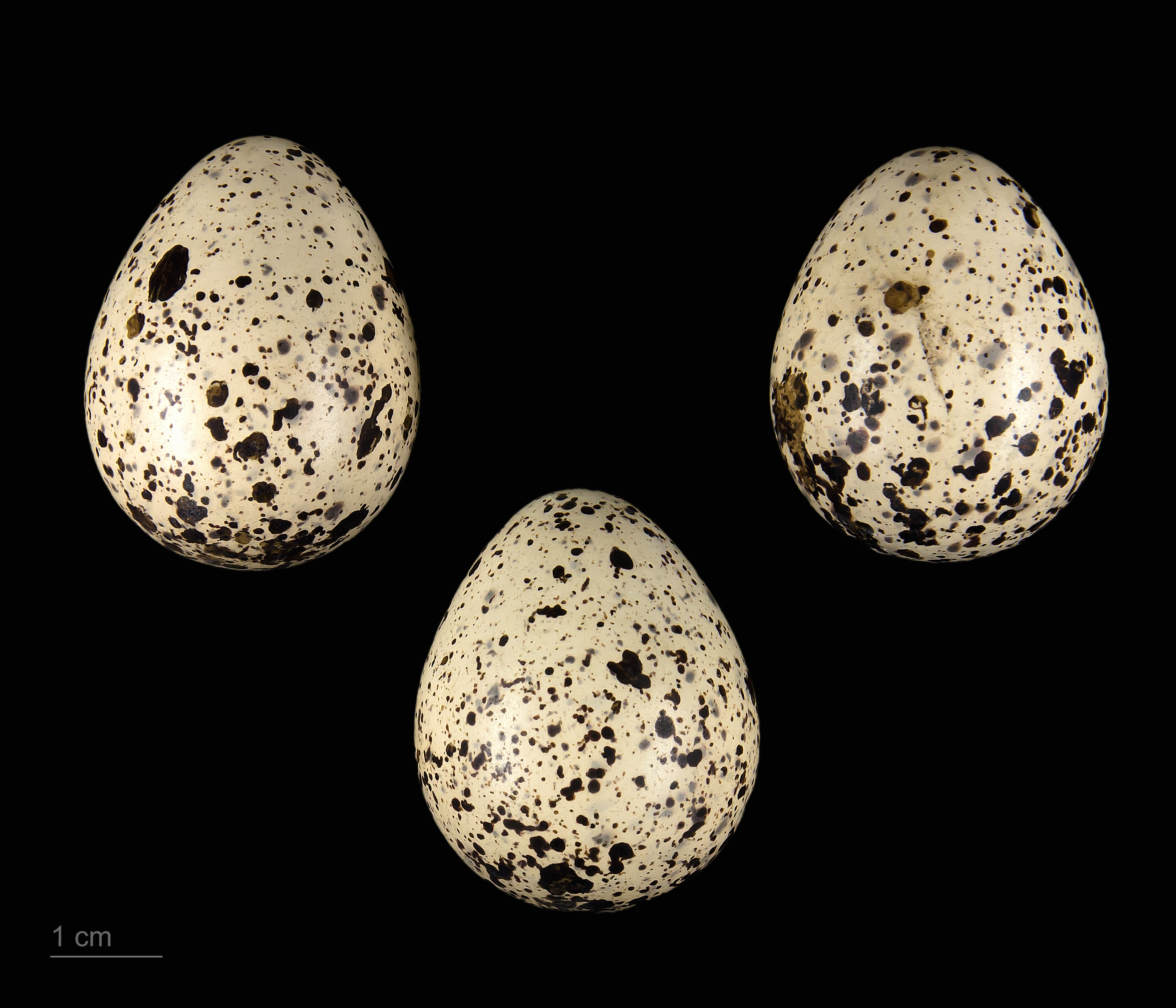
Actitis macularius

アメリカイソシギ（亜米利加磯鴫、学名：Tringa macularia）は、チドリ目シギ科に分類される鳥類の一種。

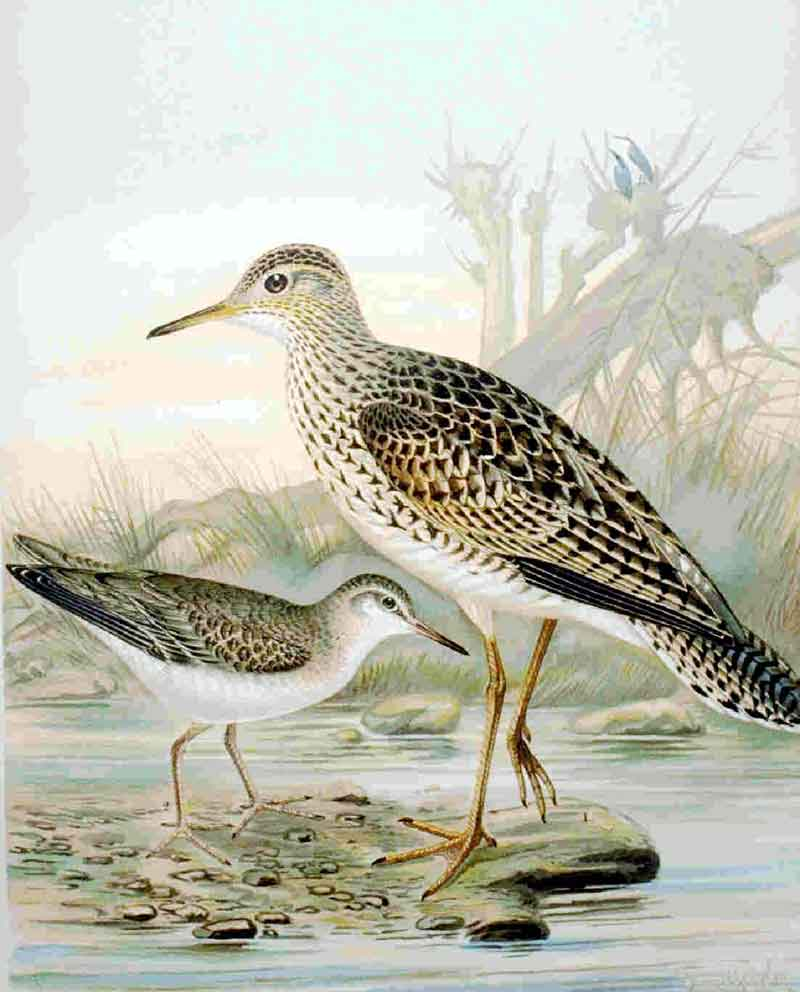
下がアメリカイソシギ（上はマキバシギ）